# Chiesa di Santa Maria ad Nives (Gazzaniga)
La chiesa di Santa Maria ad Nives conosciuta sul territorio come la Madòna de la "Schisciada"  (in italiano "pagnotta schiacciata") è un luogo di culto cattolico di Gazzaniga.

## Storia
La chiesa nacque come piccola cappella votiva campestre nel 1666. Si racconta che il 5 agosto, giorno dedicato alla Madonna della Neve fosse festivo, ma i tre fratelli Peracchi, Luigi Lorenzo e Santo, decisero di dedicare il loro tempo al lavoro dei campi anziché al riposo e alla preghiera, così come avevano promesso. Quando si fermarono a desinare e divisero la pagnotta che aveva portato loro la sorella, questa iniziò a sanguinare. I due fratelli pensarono che fosse il castigo dovuto alla loro disobbedienza al voto che avevano fatto alla Madonna di dedicarle i giorni festivi. Costruirono una piccola cappella devozionale sul luogo di lavoro intitolandola alla Madonna della Neve. Proprio da questo evento si tramanda il nome dell'oratorio: schisciada o pagnotta schiacciata.
Il tempio fu oggetto di restauro e ammodernamento nel 1964, anche se mantiene al suo interno la cappella originale con la pala d'altare di autore anonimo che racconta lo straordinario evento.

## Descrizione
L'edificio di culto è posto lungo la viabile che si collega con Orezzo ed è anticipato da una gradinata di venti alzate, delimitata da un muro in cemento. La piccola chiesa presenta il porticato in muratura a pianta rettangolare che conduce alla cancellata posta come entrata del piccolo presbiterio, formando quella che è una navata aperta. Il porticato ha due aperture a tutto sesto su ogni lato complete di colonne di tipo toscano, mentre l'ampio arco di accesso poggia su setti portanti in pietra ed è coronato dal timpano triangolare. La copertura a due spioventi ospita due piccole edicole laterali. Dalla cancellata si accede alla zona presbiteriale che ospita come pala d'altare il dipinto di autore anonimo che racconta l'evento del 5 agosto 1666.
L'affresco raffigura una sacra conversazione con la Madonna col Bambino tra i santi Lorenzo e Giovanni evangelista posti su alcune nuvole. Nella parte inferiore sono raffigurati i tre fratelli Peracchi nell'atto di spezzare il pane che inizia a sanguinare. Dal piccolo portico si accede alla sagrestia di piccole dimensioni e alla torre campanaria.